# Ophiorrhiza tenella
Ophiorrhiza tenella là một loài thực vật có hoa trong họ Thiến thảo. Loài này được King mô tả khoa học đầu tiên năm 1903.